# Trzebiatów (Stargard)
Trzebiatów (deutsch Treptow) ist ein Dorf in der Gemeinde Stargard (Landgemeinde Stargard in Pommern) in der polnischen Woiwodschaft Westpommern.

## Geographische Lage
Das Dorf liegt in Hinterpommern, etwa zehn Kilometer östlich der Stadtmitte von Stargard (Stargard in Pommern), zwischen dem 2,5 Kilometer entfernten Dorf Pęzino (Pansin) im Norden und dem 2,5 Kilometer entfernten Dorf Krąpiel (Schöneberg) im Süden, und etwa 42 km östlich von Stettin (Szczecin). Der Ortskern befindet sich 1,5 Kilometer südlich des Flusses Krępiel (Krampehl).

## Geschichte
Das Dorf ist aus dem Staatsdomänen-Vorwerk Treptow hervorgegangen. Dieser Gutsbezirk war vermutlich erst im 14. Jahrhundert gegründet worden. Die Staatsdomäne, die früher über 901 Morgen Land umfasste, gehörte zum erweiterten Amt Marienfließ, hatte sich ursprünglich jedoch nicht im Besitz des Klosters Marienfließ befunden. Um 1780 gab es in Treptow außer dem Vorwerk 13 Bauern, einen Schulmeister, einen Schmied einen Pfarrgehilfen und insgesamt 20 Haushaltungen; fünf der Bauern waren erst 1771 auf einer Landfläche angesiedelt worden, die zuvor zu dem Vorwerk gehört hatte. Im Jahr 1804 wurde von der Kriegs- und Domänenkammer in Stettin die Aufhebung der Acker- und Hütungsgemeinschaft zwischen Bauern und Gut in Treptow in die Wege geleitet. Durch diese Separation der landwirtschaftlichen Nutzungsflächen sollte die eigenständige wirtschaftliche Entwicklung der Bauern gefördert werden. Mit der Aufteilung der Acker- und Weideflächen zwischen dem Gut und den Bauern war das Verfahren der Gemeinheitsteilung bis auf Fragen, die hauptsächlich Fischereirechte und die Nutzung des Torfmoors betrafen, im Jahr 1805 weitgehend abgeschlossen.
Um das Ende des ersten Quartals des 19. Jahrhunderts wurde die Staatsdomäne vom Fiskus verkauft und ging in Privathand über. Nachdem mehrere Besitzerwechsel stattgefunden hatte, wurde das Gut 1852 für 56.000 Taler an August Friedrich Erdmann Schumann verkauft. Nach seinem Tod († 23. Mai 1865) erbte seine Witwe das Gut. Um 1945 befand sich das Gut im Besitz von Joachim Lipke.
Um 1930 hatte die Gemarkung der Gemeinde Treptow eine Flächengröße von 8 km², und auf dem Gemeindegebiet, auf dem Treptow der einzige Wohnort war, standen insgesamt 52 bewohnte Häuser. Bis 1945 gab es in Treptow neben dem 300 Hektar großen Gut zwölf Bauernhöfe mit Landbesitz zwischen je 21 und 48 Hektar.
Bis 1945 gehörte Treptow zum Landkreis Saatzig in der Provinz Pommern.
Gegen Ende des Zweiten Weltkriegs wurde Treptow Anfang März 1945 von der Sowjetarmee besetzt. Nach Kriegsende wurde die Ortschaft nach Abzug der sowjetischen Streitkräfte als Trzebiatów Teil Polens.
1975 bis 1998 war der Ort Teil der Woiwodschaft Stettin, seit 1999 gehört Trzebiatów zur Woiwodschaft Westpommern.

### Entwicklung der Einwohnerzahl
| Jahr | Anzahl | Anmerkungen                                                     |
| ---- | ------ | --------------------------------------------------------------- |
| 1817 | 137    |                                                                 |
| 1850 | 230    |                                                                 |
| 1910 | 182    |                                                                 |
| 1925 | 276    | in 56 Haushaltungen, davon 274 Protestanten und zwei Katholiken |
| 1933 | 288    |                                                                 |
| 1939 | 253    |                                                                 |
| 2012 | 340    |                                                                 |

## Kirchspiel
Die vor 1945 in Treptow anwesenden Dorfbewohner hatten mit wenigen Ausnahmen das evangelische Glaubensbekenntnis. Die Protestanten aus Treptow gehörten zum evangelischen Kirchspiel Schöneberg, die Katholiken zum katholischen Kirchspiel Stargard i. Pom.
Die Protestanten in Treptow verfügten über eine eigene Dorfkirche; diese war eine Filiale der Mutterkirche in Schöneberg. Das Kirchengebäude, das aus dem späten Mittelalter stammte, war aus Feldsteinen gemauert und mit spitzbogigen Fenstern ausgestattet worden. Im 19. Jahrhundert wurde die Kirche um einen Turm nach Naugarder Vorbild ergänzt.